# Controvérsia "Garotos são estúpidos, joguem pedras neles!"
"Garotos são estúpidos, joguem pedras neles!" (Boys are stupid, throw rocks at them!) é o slogan de uma camiseta da companhia de roupas da Flórida David and Goliath. O slogan é impresso ao lado de um desenho de um rapaz fugindo de cinco pedras voando em sua direção. A revista People publicou uma reportagem sobre a camiseta, abrindo com uma citação de uma menina de dez anos, "Eu quero fazer os meninos se sentirem mal porque é divertido."
Em Dezembro de 2003, o radialista e masculinista Glenn Sacks iniciou uma campanha contra as camisetas, em razão da misandria. Esta atenção suscitada nacionalmente levou à retirada das camisas de alguns milhares de pontos de venda. O debate entre Sacks e o designer de roupas, Todd Goldman, foi coberto por centenas de emissoras de televisão e rádio. Mais de 300 publicações em meia dúzia de países publicaram artigos sobre os acontecimentos, incluindo as revistas TIME, Forbes, The Washington Post e The Guardian, no Reino Unido.

## As camisetas e seu sucesso
As camisetas foram concebidas pelo fundador da empresa, Todd Goldman, que começou a David and Goliath em 1999, com as camisetas "Garotos são Fedorentos" (Boys are Smelly). Depois apresenta roupas com uma variedade de slogans, como "Garotos dizem mentiras, furem seus olhos!" (Boys tell lies, poke them in the eyes!) ou "A fábrica da estupidez, onde os meninos são feitos" (The stupid factory, where boys are made). "Garotos são estúpidos..." (Boys are stupid...) evoluiu para um objeto bem sucedido para o mercado, que inclui todos os tipos de roupa, canecas, chaveiros, pôsteres e outros itens. Em 2005, Goldman publicou um livro com o mesmo título. Em 2006, foi traduzido e publicado na Rússia.
Goldman afirma que a campanha contra a empresa aumentou suas vendas. Segundo o Wall Street Journal, era esperado que o volume de vendas da David and Goliath aumentasse para US$ 100 milhões em 2005, acima dos US$ 90 milhões no ano anterior.

## Livro
Críticos argumentam que a simples aceitação do público de tal material é uma evidência da profunda e subjacente cultura de desprezo e ódio contra os homens na sociedade Ocidental, constatando que um livro de temática similar que tratasse como alvo um grupo diferente (como Negros, Judeus, ou mulheres) não seria tratado com tanta tolerância.

## A campanha e as controvérsias
O apresentador de rádio de Los Angeles e masculinista Glenn Sacks iniciou uma campanha contra as camisas, em 2003. Ele alegava que elas faziam parte de um sentimento geral da sociedade que estigmatiza e vitima garotos. A companhia diz que suas camisas tem como finalidade encorajarem a violência através do ódio sádico bem-humorado.
A campanha contra a linha recebeu apoio de vários grupos masculinistas, como a National Coalition For Men, mas também de grupos com agendas mais amplas, como o Southern Poverty Law Center. Muitos críticos das camisetas salientam que slogans semelhantes contra meninas ou grupos étnicos seriam considerados inaceitáveis. A campanha levou à remoção das camisas de diversas lojas, incluindo a Bon-Macy's, e a Claire's, de um total de mais de 3000 pontos de venda. O slogan também foi criticado por Bernard Goldberg em seu livro, "100 Pessoas Que Estão Distorcendo a América" ("100 People Who Are Screwing Up America"), onde Todd Goldman, criador das camisas, foi listado como número 97.
Em um artigo da Boulder Daily Camera,  posteriormente condenado por seu conselho editorial, Linda Scott, membra da faculdade da Universidade de Illinois, expressou seu apoio às camisas para vingar-se de garotos por "bullying". Helen Grieco, diretora-executiva da "Organização Nacional para Mulheres" ("National Organization for Women") considerou o assunto como irrelevante e Sacks como hipócrita, alegando que ele propaga opiniões anti-mulheres em suas transmissões de rádio. Outros, como a colunista do San Francisco Chronicle Jane Ganahl, ridicularizou os esforços de Sacks em um artigo, dizendo: "Cale a boca e arrume uma vida, já". Rush Limbaugh criticou esta abordagem. Ganahl argumentou que as camisetas são percebidas como diversão inofensiva por crianças e que o sexismo contra as mulheres é um problema mais vasto e significativo na sociedade americana.
Glenn Sacks respondeu às críticas à sua campanha, afirmando que as críticas eram de desprezo aos sentimentos dos garotos e que a ideia de que eles deveriam rir de piadas feitas às suas custas criaria uma situação popularmente conhecida como "ficar entre a cruz e a espada" para eles.

## Menções da campanha
- "Você pode imaginar se uma empresa fabricasse uma linha de camisetas que disesse, 'Os negros são podres, batam sobre suas cabeças' ou 'Os homossexuais são estúpidos, joguem pedras neles'? E você pode imaginar o San Francisco Chronicle fazendo uma reportagem sobre o quão bonitas essas camisetas são?... Imagine o contrário: essas camisetas com a seguinte redação: “Garotas são mentirosas e vão partir o seu coração. Atire pedras nelas" ou "As meninas não são macias e fofinhas, elas são medíocres e cruéis, e irão destruí-lo.' Você consegue imaginar um jornal fazer uma manchete sobre a história de como se tornou maravilhosamente meiga a moda usada por garotinhos? Eu duvido." — Rush Limbaugh[3]
- "Quero dar as mãos com o meu colega de talk show Glenn Sacks ... Eu apoio sua campanha contra as camisas 'Garotos são Estúpidos' ('Boys are Stupid') ... [elas] são sintomas de um problema muito maior ... o menosprezo dos homens." — Laura Schlessinger[7]
- "As camisas são terríveis e fazem parte de um problema muito maior na nossa sociedade — o problema da desvalorização do sexo masculino." — Al Rantel
- "A campanha de protesto lançada pelo radialista Glenn Sacks é um bom exemplo de como ódio é fator de um negócio lucrativo e o melhor remédio é a quebra do incentivo financeiro." — Wendy McElroy
- "[As camisetas] são realmente ofensivas e estou contente do Glenn ter se levantado contra e feito algo a respeito." — Marc Germain
- "Como mãe de um menino, devo a Glenn um grande agradecimento por aquilo que ele fez." — Jenn Jordan, co-anfitrião do Jeff and Jenn Morning Show na WKRQ FM 102 em Cincinnati
- "Desejo tudo de bom ao Glenn - eu acho que ele de fato percebeu uma verdadeira causa." — Joe Crummey, anfitrião do KABC talk show

## Respostas dos varejistas
Muitas lojas de varejo responderam à campanha com a retirada do seu estoque de camisas da venda ao público. Vários corresponderam-se com Sacks em pessoa. O vice-presidente de relações públicas para a Universal Studios fez uma declaração pública em resposta à campanha.
| “ | Dapy's, uma loja operada por nossa rede, oferece diversas linhas de vestuário popular. Chegou recentemente ao conhecimento dos Gestores de que temos oferecido, inadvertidamente, alguns itens de uma dessas linhas que contêm mensagens ofensivas. As camisetas foram retiradas das prateleiras da loja imediatamente e não serão mais vendidas em Dapy's ou em qualquer outro local de propriedade da nossa empresa. Nossa empresa não tolera nenhuma mensagem de intolerância a algum grupo dentro da nossa sociedade e pedimos desculpas por ter permitido que este incidente ocorresse. | ” |

No Canadá, as queixas do Conselho dos Direitos da Criança Canadense (Canadian Children's Rights Council) resultaram em inúmeras grandes cadeias de lojas de varejo interrompendo as vendas de mercadorias. The Bay, a mais antiga loja do Canadá e uma das maiores varejistas canadenses, foi convencida pelo Conselho dos Direitos da Criança Canadense a não apenas parar de vender esta mercadoria, como não adquirir qualquer coisa no futuro da empresa fabricante da camiseta e de outras mercadorias.

## Debate televisionado
Glenn Sacks e Todd Goldman foram convidados a expor os seus pontos de vista na CNBC.
O debate televisivo ocorreu no dia 24 de Fevereiro de 2004, apresentado por Dylan Ratigan. Ratigan abriu o programa ao exibir imagens das camisetas e perguntando a Sacks, "Qual é o problema? Elas estão se divertindo aqui." Sacks, um professor de escola aposentado, respondeu: "Sim, é humor, mas humor adulto é o que está sendo despejado em garotos menores. Crianças com doze anos de idade não entendem este humor, mas percebem o insulto."
Foi perguntado a Goldman se ele se sentia obrigado a "considerar" o impacto dos produtos sobre os rapazes. Ele respondeu "não", mas afirmou: "nós vendemos [para] crianças de 16, 17, 18 anos de idade, você sabe, os alunos da faculdade." Sacks fez uma objeção e lembrou que Goldman havia sido citado dizendo que os produtos eram os mais vendidos para a "linha infantil."
Goldman salientou que a companhia vende muitas "camisas positivas, incluindo aquelas com os slogans 'É tudo sobre mim' ('It's all about me') e 'Garotas Detonam!' ('Chicks Rule!') Ele ressaltou que estava muito satisfeito com a publicidade extra que a campanha de Sacks havia gerado, e que as vendas tinham aumentado. Ratigan, como anfitrião, perguntou a Sacks se ele achava que isso significava que sua campanha contrária às camisas tinha fracassado. Sacks disse, "nós retiramos os produtos 'Garotos são Estúpidos' ('Boys are Stupid') de 3500 lojas — teria que ter surtido algum efeito."
Goldman alegou ter tido apenas "cinco por cento" de queda nas vendas no varejo. Ratigan pressionou-o ainda mais sobre a questão e em dado momento Goldman admitiu, "sim, eu acho que foram por volta de 3000." Ratigan respondeu "Todd, essa é uma perda enorme de vendas."
Sacks aproveitou a oportunidade para observar, "Eu nem consigo achar os produtos de 'Garotos são Estúpidos' ('Boys are Stupid') em qualquer lugar. Eu não posso continuar a campanha, porque não podemos nem encontrar alguém que ainda tenha essas coisas." Goldman respondeu, "você precisa sair mais." Ratigan encerrou o programa, dirigindo-se a Goldman, "parabéns pelo sucesso do seu negócio."

## Status de ícone em debates de gênero
O tema 'Garotos são Estúpidos' ('Boys are Stupid') se tornou um ícone nos debates em curso sobre as questões de gênero.
"A idade da guerra de gêneros está sendo vendida a nossos filhos em novas, e alguns argumentam, insidiosas maneiras", escreveu Jeffrey Zaslow para o The Wall Street Journal. "Se as crianças querem se voluntariar para trabalhos de trincheira em infrutíferas guerras entre homens e mulheres quando completarem 18 anos, é problema delas," escreveu Clay Evans, preocupado em ver menores de 18 anos tendo uma introdução menos contraditória para a aprendizagem do relacionamento com o sexo oposto. Emily Garringer também faz referência à camiseta no curso de suas análises de hábitos masculinos e femininos em práticas de namoro.
No entanto, o próprio Goldman diz que a sua camiseta não tem nada a ver com o movimento de conquista feminino. "Eu sou um cara. Eu não dou a menor bola para o movimento feminino de empoderamento. Nosso mercado são as meninas adolescentes. Eu sei o que vende." A companhia posteriormente ampliou seus produtos para roupas de homens.[carece de fontes?]